# Ajinomoto
Ajinomoto és una empresa alimentària i biotecnològica japonesa que produeix condiments, olis de cuina, aliments congelats, begudes, edulcorants, aminoàcids i productes farmacèutics.
AJI-NO-MOTO (味の素, "essència del gust") és el nom comercial del producte original de glutamat monosòdic (MSG) de la companyia.
La seu central de la companyia es troba a Chūō, Tòquio.
Ajinomoto opera a 35 països i dona feina a prop de 32.734 persones a partir de 2017. Els seus ingressos anuals en l'any fiscal de l'any 2017 se situen al voltant de 10.500 milions de dòlars EUA.